# Ingrid Hartmann
Ingrid Hartmann (n. 23 iulie 1930, Bad Salzuflen, Renania de Nord-Westfalia, Germania – d. 9 noiembrie 2006, Wiesbaden, Germania) a fost o canoistă ce a reprezentat Germania, medaliată olimpică. A participat la o ediție a Jocurilor Olimpice (1960) în care a câștigat o medalie de argint.

## Participări
Lista de mai jos prezintă principalele competiții la care a participat Ingrid Hartmann de-a lungul carierei.
- canoeing at the 1960 Summer Olympics – women's K-2 500 metres[*]